# Stephen Macht
Stephen Robert Macht (Filadelfia, 1º maggio 1942) è un attore statunitense.

## Biografia
Macht è nato a Filadelfia, ma è cresciuto a Brooklyn Heights, New York, fino alla morte del padre. All'età di nove anni, con la madre e il fratello più grande, si sono trasferisce a vivere dal nonno paterno, il proprietario di una merceria, a Mystic, Connecticut.
Dopo il diploma al Dartmouth College nel 1963 (dove alloggia con il futuro attore Michael Moriarty), Macht si iscrive alla Tufts University ricevendo un Master of Arts in recitazione nel 1967. Più tardi si iscrive all'Università dell'Indiana ottenendo nel 1970 un Dottorato di ricerca in Letteratura teatrale e Storia del teatro. Macht studia recitazione alla London Academy of Music and Dramatic Art e scrive la sua tesi di dottorato di ricerca sulla storia dell'insegnamento alla recitazione che si svolge lì. Si esercita inoltre con Milton Katselas alla Beverly Hills Playhouse. Mentre insegna al Queens College, Università della Città di New York riceve l'approvazione da parte del suo dipartimento ad apparire in opere teatrali a New York al posto di pubblicare articoli scientifici nell'ambito del suo mandato.
Il 30 agosto 1964 Macht sposa la archivista e curatrice di museo Suzanne Victoria Pulier, dalla quale ha quattro figli: Julie, Ari Serbin, l'attore Gabriel Macht e il musicista Jesse Macht.. Macht, che ha studiato per essere un Rabbino, negli anni ha partecipato e supportato molte cause caritatevoli, diventando inoltre membro onorario della Parkinsons Resource Organization della quale è stato Master of Ceremonies per 10 anni.

## Carriera
Notato da un talent scout degli Universal Studios mentre recita come guest star allo Stratford Shakespeare Festival in Canada nel 1975, Macht firma un contratto e nella metà degli anni settanta lascia l'insegnamento per fare frequenti apparizioni in film e serie televisive.
Bruno, con fisico robusto, Macht ha spesso interpretato personaggi ebrei, italiani e nativi americani; come ne I leoni della guerra (1977), dove interpreta Yonatan Netanyahu, l'ufficiale israeliano ucciso nell'Operazione Entebbe. Nel 1978 ottiene un grande successo nella miniserie The Immigrants, che narra della crescita di un figlio di immigrati italiani nella San Francisco di fine e inizio secolo scorso. Negli anni successivi interpreta la parte di un Hopi in Le ali della notte e Quincy.
Il successo del film per la TV American Dream (1981) porta alla serie televisiva Il sogno dei Novak, molto apprezzata dalla critica, che vede Macht nel ruolo di un padre di famiglia che si trasferisce dalla periferia al centro di Chicago. La stagione successiva interpreta la parte del fratello di Karen MacKenzie (Michele Lee) in California (1982-1983). L'attore interpreta anche diversi ruoli impegnativi in produzioni televisive di lunga durata, come quello del padre di Nancy McKeon in Strange Voices (1987). Nel 1984 è Benedict Arnold nella miniserie della CBS George Washington e uno dei sopravvissuti in Airport '90 (1984). Macht interpreta per tre stagioni (1985-1988) il ruolo ricorrente di David Keeler, l'interesse amoroso del detective Chris Cagney (Sharon Gless), in New York New York. Appare inoltre nel film L'ultimo inverno e, durante questa sua partecipazione, inizia a spostarsi dietro le cineprese per prepararsi al suo debutto alla regia.
Nel 1993 Macht interpreta la parte di Krim Aldos nell'episodio La rivolta (terza parte) - L'assedio della seconda stagione della serie Star Trek: Deep Space Nine. Inizialmente viene preso in considerazione per l'interpretazione di entrambi i ruoli del capitano Jean-Luc Picard o del comandante William Riker durante il casting di Star Trek: The Next Generation.
Interpretazioni più recenti includono la parte di un ebreo austriaco che deve essere battezzato insieme alla moglie e alla figlia per potere scappare dai nazisti in A Friendship in Vienna (1988); un dottore che aiuta Jane Seymour nella miniserie Memories of Midnight (1991): il marito sofferente di Joan Van Ark in Un medico senza scrupoli (1994). Nel 1996 partecipa per sei mesi alla serie Una vita da vivere come Elliot Durban, uno psichiatra con il vizio del gioco ricattato per ipnotizzare Victoria Lord Buchanan (Erika Slezak). La partecipazione di Macht a lungometraggi è stata invece sporadica.

## Filmografia

### Attore

#### Cinema
- 2 supercolt a Brooklyn (The Super Cops), regia di Gordon Parks (1974)
- I ragazzi del coro (The Choirboys), regia di Robert Aldrich (1977)
- Le ali della notte (Nightwing), regia di Arthur Hiller (1979)
- I giganti del West (The Mountain Men), regia di Richard Lang (1980)
- Galaxina, regia di William Sachs (1980)
- L'ultimo inverno (Last Winter), regia di Riki Shelach Nissimoff (1984)
- Scuola di mostri (The Monster Squad), regia di Fred Dekker (1987)
- La creatura del cimitero (Graveyard Shift), regia di Ralph S. Singleton (1990)
- Amityville 1992: It's About Time, regia di Tony Randel (1992)
- Il potere della mente (Trancers III), regia di C. Courtney Joyner (1992)
- I cavalieri interstellari (Trancers 4: Jack of Swords), regia di David Nutter (1994)
- Cavalieri interstellari: Ultimo atto (Trancers 5: Sudden Deth), regia di David Nutter (1994)
- Galgameth, regia di Sean McNamara (1996)
- Toccami (Touch Me), regia di H. Gordon Boos (1997)
- Watchers Reborn, regia di John Carl Buechler (1998)
- Swallows, regia di Harvey Marks (1999)
- Crociera di sangue (Final Voyage), regia di Jim Wynorski (1999)
- Captured (Agent Red), regia di Damian Lee e Jim Wynorski (2000)
- Oltre la legge (Outside the Law), regia di Jorge Montesi (2002)
- The Legend of Bloody Mary, regia di John Stecenko (2008)
- Atlas Shrugged II: The Strike, regia di John Putch (2012)

#### Televisione
- Deadly Visitor – film TV (1973)
- The Tenth Level – film TV (1976)
- Serpico – serie TV, episodio 1x02 (1976)
- Amelia Earhart – film TV (1976)
- Kojak – serie TV, episodi 3x21-4x13 (1976)
- I leoni della guerra (Raid on Entebbe) – film TV (1977)
- L'uomo da sei milioni di dollari (The Six Million Dollar Man) – serie TV, episodio 4x11 (1977)
- Quincy (Quincy, M.E.) – serie TV, episodio 2x03 (1977)
- Kingston - Dossier paura (Kingston: Confidential) – serie TV, episodio 1x03 (1977)
- Big Hawaii – serie TV, episodio 1x03 (1977)
- Ring of Passion – film TV (1978)
- Loose Change – miniserie TV (1978)
- Hunters of Reef – film TV (1978)
- The Immigrants – film TV (1978)
- Enola Gay: The Man, the Mission, the Atomic Bomb – film TV (1980)
- Il sogno dei Novak (American Dream) – serie TV, episodio 1x00 (1981)
- Chi ha ucciso Joy Morgan – film TV (1981)
- California (Knots Landing) – serie TV, 13 episodi (1982)
- Miss Marple nei Caraibi (A Caribbean Mystery), regia di Robert Michael Lewis – film TV (1983)
- Samson and Delilah – film TV (1984)
- Airport '90 – film TV (1984)
- George Washington – miniserie TV (1984)
- Hill Street giorno e notte (Hill Street Blues) – serie TV, episodi 5x22-5x23 (1984)
- Top Secret (Scarecrow and Mrs. King) – serie TV, episodio 3x02 (1985)
- Alfred Hitchcock presenta (Alfred Hitchcock Presents) – serie TV, episodio 1x11 (1986)
- Blacke's Magic – serie TV, episodio 1x01 (1986)
- Fortune Dane – serie TV, episodio 1x03 (1986)
- The Return of Mickey Spillane's Mike Hammer – film TV (1986)
- Hotel – serie TV, episodio 4x04 (1986)
- CBS Schoolbreak Special – serie TV, episodi 2x02-4x07 (1984-1987)
- Strane voci (Strange Voices) – film TV (1987)
- New York New York (Cagney & Lacey) – serie TV, 21 episodi (1985-1988)
- A Friendship in Vienna – film TV (1988)
- No Blame – film TV (1988)
- Colombo (Columbo) – serie TV, episodio 8x03 (1989)
- My Boyfriend's Back – film TV (1989)
- Blind Witness - Testimone nel buio (Blind Witness) – film TV (1989)
- Disperata difesa (Fear Stalk) – film TV (1989)
- Memories of Midnight – film TV (1991)
- Highlander (Highlander: The Series) – serie TV, episodio 1x09 (1992)
- Star Trek: Deep Space Nine – serie TV, episodi 2x02-2x03 (1993)
- Un bambino di troppo (Moment of Truth: A Child Too Many) – film TV (1993)
- Viper – serie TV, episodio 1x13 (1994)
- Moment of Truth: Cult Rescue – film TV (1994)
- Siringo – film TV (1995)
- Kung Fu: la leggenda continua (Kung Fu: The Legend Continues) – serie TV, episodio 3x19 (1995)
- Babylon 5 – serie TV, episodio 3x03 (1995)
- La signora in giallo (Murder, She Wrote) – serie TV, 6 episodi (1985-1996)
- Una vita da vivere (One Life to Live) – serial TV, 10 puntate (1996)
- Melrose Place – serie TV, episodi 5x13-5x14-5x15 (1996-1997)
- Tarzan - La grande avventura (Tarzan: The Epic Adventures) – serie TV, episodi 1x17-1x18 (1997)
- La calda notte dell'assassino (One Hot Summer Night) – film TV (1998)
- JAG - Avvocati in divisa (JAG) – serie TV, episodio 3x20 (1998)
- Walker Texas Ranger (Walker, Texas Ranger) – serie TV, episodio 6x23 (1998)
- Millennium – serie TV, episodio 2x23 (1998)
- The Practice - Professione avvocati (The Practice) – serie TV, episodi 3x20-3x21 (1999)
- I viaggiatori (Sliders) – serie TV, episodi 4x03-5x05 (1998-1999)
- Chicken Soup for the Soul – serie TV, 1 episodio (2000)
- The Others – serie TV, episodio 1x13 (2000)
- Jack & Jill – serie TV, 4 episodi (2000-2001)
- Gideon's Crossing – serie TV, episodio 1x07 (2001)
- Boston Public – serie TV, episodi 3x11-3x12 (2003)
- DC 9/11: Time of Crisis – film TV (2003)
- Boomtown – serie TV, episodio 2x01 (2003)
- The Wedding Bells – serie TV, episodio 1x04 (2007)
- State of Mind – serie TV (2007)
- General Hospital – serial TV, 164 puntate (2007-2009)
- Castle – serie TV, episodio 3x11 (2011)
- Femme Fatales - Sesso e crimini (Femme Fatales) – serie TV, episodi 1x05-1x08-2x07 (2011-2012)
- The Mentalist – serie TV, episodio 5x19 (2013)
- Suits – serie TV, 5 episodi (2014-2017)
- Doubt - L'arte del dubbio (Doubt) – serie TV, episodio 1x08 (2017)

### Regista
- New York New York (Cagney & Lacey) – serie TV, episodio 7x15 (1988)

### Videogiochi
- Zork Nemesis (1996)

## Doppiatori italiani
Nelle versioni in italiano delle opere in cui ha recitato, Stephen Macht è stato doppiato da:
- Saverio Indrio in Strane voci, Castle
- Sergio Di Stefano in Top Secret, Oltre la legge
- Pietro Biondi ne I giganti del West
- Piero Tiberi ne La signora in giallo (ep. 1x10)
- Saverio Moriones ne La signora in giallo (ep. 7x13)
- Luca Biagini ne La signora in giallo (ep. 10x06)
- Rodolfo Bianchi ne La signora in giallo (ep. 12x18)
- Luca Semeraro in Blind Witness - Testimone nel buio
- Sandro Sardone in La creatura del cimitero
- Osvaldo Ruggieri in Star Trek: Deep Space Nine
- Luciano Roffi in Galgameth
- Fabrizio Pucci in Millennium
- Gianni Giuliano in The Mentalist
- Luigi La Monica in Suits (st. 3-6)
- Francesco Caruso Cardelli in Suits (ep. 9x01)